# Fontaines-en-Duesmois
Fontaines-en-Duesmois é uma comuna francesa na região administrativa da Borgonha-Franco-Condado, no departamento de Côte-d'Or. Estende-se por uma área de 17,71 km². Em 2010 a comuna tinha 123 habitantes (densidade: 6,9 hab./km²).